# Erzbistum Mombasa
Das Erzbistum Mombasa (lat.: Archidioecesis Mombasaensis) ist ein in Kenia gelegenes Metropolitanbistum der römisch-katholischen Kirche mit Sitz in Mombasa.

## Geschichte
Vorläufer des heutigen Erzbistums Mombasa ist das 1955 aus dem Erzbistum Nairobi heraus gegründete Bistum Mombasa und Sansibar. Am 12. Dezember 1964 wurde das Bistum durch Papst Paul VI. in das Bistum Mombasa und die Apostolische Administratur Sansibar und Pemba gesplittet. Am 21. Mai 1990 erfolgte die Erhebung zum Erzbistum Mombasa durch Papst Johannes Paul II.
1976 wurde aus dem Bistumsgebiet die Präfektur Garissa (ab 1984 Bistum Garissa) eingerichtet. 2000 wurde das Bistum Malindi gegründet. Beide Bistümer sind Suffraganbistümer.

## Ordinarien
- Eugene Joseph Butler CSSp, (1957–1978)
- Nicodemus Kirima (1978–1988), später Bischof von Nyeri
- John Njenga (1988–2005)
- Boniface Lele (2005–2013)
- Martin Kivuva Musonde (seit 2014)